# フィロズ・マハムド

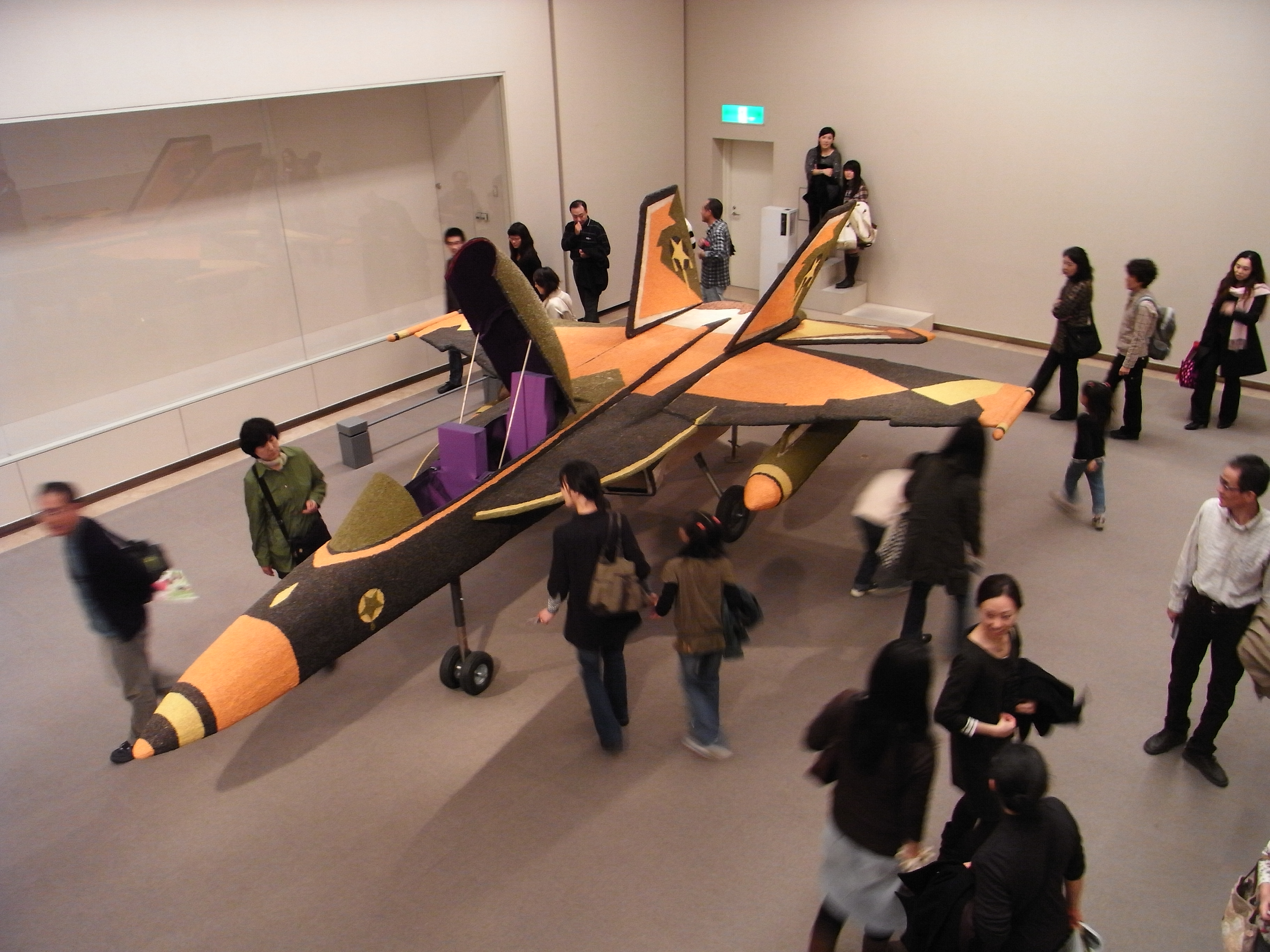
フィロズ・マハムド(Firoz Mahmud)、あいちトリエンナーレ2010に出展した作品、愛知県美術館

フィロズ・マハムド（Firoz Mahmud、1974年9月5日 - ）は、バングラデシュの画家、現代美術家。クルナ県クルナ出身。

## 人物
2001年ダッカ大学芸術学部美術修士修了。2003年よりオランダのライクスアカデミーに研究生として留学。
2007年、東京藝術大学大学院美術研究科に研究生として留学し、2010年に博士課程修了。
バングラデシュ国立美術館、ドバイのシャルジャ美術館などに作品の所蔵がある。